# Aeroporto de Ísafjörður
O Aeroporto de Ísafjörður (IATA: IFJ, ICAO: BIIS) é um aeroporto localizado na cidade de Ísafjörður na Islândia.  Uma linha aérea serve passageiros ao aeroporto. GCM

## Linhas aéreas e destinos
| Companhias  | Destinos  |
| ----------- | --------- |
| Air Iceland | Reykjavík |